# Дальній (Бєлгородська область)
Дальній - селище у Валуйському районі Бєлгородської області Росії. Входить до складу Дволученського сільського 
поселення.

## Географія
Знаходиться в південно-східній частині регіону, в лісостеповій зоні , неподалік від кордону з Україною, в межах південно-західної частини Середньоросійської височини, на схід від річки Верхній Мойсей.

### Клімат
Клімат у селищі як помірно континентальний. Середня температура січня –7,4 °C, середня температура липня +20,3 °C. Річна кількість опадів становить близько 500 мм. Середньорічний напрямок вітру південно-західний  .

## Історія
У 1993 р. Указом Президії ЗС РФ селище Уразовське перейменовано на Дальній  .

## Населення
| 2002 | 2010 |
| ---- | ---- |
| 521  | ↘434 |

## Інфраструктура
Основа економіки – сільське господарство.
Діє МОУ Дальнинська ЗОШ.

## Транспорт
Селище доступне автотранспортом регіональною автодорогою 14Н-165 (відгалуження від автодороги 14К-33 Валуйки — Уразово — Логачівка до селища Далекого).